# Bogdan Teodorescu
Bogdan Teodorescu (n. 22 august 1963, București, România – d. 8 aprilie 2025) a fost un scriitor și jurnalist român. A fost membru al Uniunii Scriitorilor din România.

## Biografie
Bogdan Teodorescu a fost profesor la Școala Națională de Studii Politice și Administrative.
Născut în 1963 într-o familie de intelectuali români – tatăl său, eminent profesor de limbă și literatură română probabil cel care i-a deschis gustul pentru literatură și pentru actul scrierii – descoperă încă din copilărie „prețul” supraviețuirii în comunism, atunci când află că nu are voie să iasă din țară pentru că are rude în America.
Deși îndreptat mai mult către aplicații științifice, scrie poezie și este laureat, în 1982, al premiului de debut oferit de Editura Albatros. Dar volumele sale nu apar până după 1989.
Absolvent al Universității de Construcții din București, tânărul inginer Bogdan Teodorescu își urmează pasiunea și lucrează ca jurnalist în trustul Tinerama. A fost membru al cenaclului Universitas precum și redactor-șef al revistei Tinerama.
A condus campania electorală a președintelui Emil Constantinescu, în 1996.
Un perfecționist desăvârșit își continuă studiile absolvind Colegiul Național de Apărare în 2000 și susține doctoratul în comunicare în 2006.
Între 1996 și 1997, este numit Secretar de Stat, Ministrul interimar în departamentul Informațiilor Publice, funcție ce îi va aduce experianța necesară scrierii romanului politic Spada, la începutul anilor 90.
Specialist în marketing politic și electoral, îmbrățișează cariera universitară la Școala Națională de Studii Politice și Administrative din București.
A fost fondator și președinte de onoare al Fundației Multimedia pentru democrație locală (înființată în mai 1995)
A fost membru al Asociației Internaționale a Consultanților Politici (IAPC) și a Asociației Europene a Consultanților Politici (EAPC) din 2001.
A fost membru al Uniunii Scriitorilor din România din 2004.
Din 2004 a deținut funcția de președinte al Institutului Pro, specializat în analize și sondaje politice.

## Activitatea literară
Romanul Libertate a fost publicat în mai 2016, la Editura Cartea Româneasca. Subiectul este plasat în actualitatea imediată, în atmosfera unui București contemporan, iar personajele dinamic conturate se disting din țesătura intrigantă a unui thriller modern, care ghidează cititorul între repere familiare și îl incită să le reinterpreteze.
„Acțiunea cărții se petrece în România. Secolul XXI. Și totul se amână. Este prima dată când mă ocup de oameni absolut obișnuiți, complet în afara — sau ei cred că sunt în afara — jocului politic sau a jocului media, sau în afara gradului de interes a primei pagini, dar care constată că, de fapt, nimeni nu este în afara acestui joc și că politicul și politica se află, practic, printre noi, cu toate aspectele lor: și cele pe care le înțelegem și cele pe care nu le înțelegem sau nu le acceptăm", a declarat pentru AGERPRES autorul.
„Cartea are toate datele unui roman de succes: acțiune palpitantă, suspans, personaje puternice care-și prezintă hotărîte punctele de vedere, ironie și un final neașteptat. Dar este mai mult decît o narațiune antrenantă. Există în acest roman un plan de profunzime tulburător, o privire în abisul unei societăți – cea românească a începutului de secol XXI – întocmită greșit, imprevizibilă, capabilă să distrugă vieți cu un cinism absolut. Un strat social destinat aparent succesului, relaxat și superficial trăiește, fără s-o știe sau ignorînd pericolul, pe muchea prăpastiei", afirma criticul literar Horia Gârbea.

## Cărți
- Inofensivii Beatlesi (1984)
- Copiii teribili nu învață istoria (1991)
- Cea mai buna dintre lumile posibile - Marketingul politic in Romania (1990 - 2005) (2005)
- Dacic Parc (2005)
- 12/XII: Revoluția portocalie în România (2006)
- Cinci milenii de manipulare (2007)[5]
- Epoca Băsescu. Integrarea și dezintegrarea României (2007)
- Spada (2008)
- 54/24 (2008)
- Gipsy Killer (2009)
- Băieți aproape buni (2010)[13]
- 54+1/24, 54+1 de locuri de vizitat din 24 de țări, Ediția a II-a rev, Tritonic Publishing, 2010, ISBN 978-606-8139-01-2
- Călător prin Lumea Mare, 29 de povestiri noi,Tritonic, 2011[14], ISBN 978-606-8320-17-5
- Libertate (2016)[10]

## Premii și distincții
Premiul de debut al Editurii Albatros (1982)
Premiul Asociației Scriitorilor București (ASB) pentru PROZA (2010) pentru romanul Băieți aproape buni
Criticii de specialitate vorbesc despre Băieți aproape buni ca fiind „cel mai bun roman politic din perioada postdecembristă”. Gabriela Adameșteanu: „Băieți aproape buni este un roman despre o crimă, uciderea unei jurnaliste, dar și despre un regizor american, Desmond Carr, care va va reuși, după multe obstacole, să facă un film despre această crimă. Un film al cărui model explicit ar fi romanul nonfiction Cu sânge rece, al lui Truman Capote. (…) Dacă m-aș fi aflat într-un juriu literar al anului 2010, aș fi propus Băieți aproape buni pe listele de nominalizări pentru unul dintre premiile literare ale anului.”

## Opinii ale criticilor români
Augustin Buzura, despre Bogdan Teodorescu: 
"Bogdan Teodorescu ilustrează cu prisosință calitățile cu care Soarta, într-un moment de mare generozitate, l-a înzestrat. Nu voi încerca să le ierarhizez, dar nu pot să nu remarc că, dincolo de alte titluri cu care s-a făcut cunoscut, este și autorul unei cărți de excepție - „Cinci milenii de manipulare”. Mie, cel puțin, mi-a stârnit toată admirația. Aici își dă măsura lui profesorul de comunicare. Dar Bogdan Teodorescu este și un analist politic de forță. Cunoaște extrem de bine lumea în care se mișcă, biografiile și psihologiile clasei politice, cu foarte puține excepții mai nepricepută chiar decât activiștii prerevoluționari, iar loviturile sale își găsesc mereu ținta. De altfel, până în momentul de față, a câștigat, cum ar spune iubitorii de box, de cele mai multe ori prin k.o. În aceeași ordine de idei, nici prognozele sale nu sunt prea îndepărtate de adevăr, ba în ultimii ani, ele ne-au amintit de precizia vechilor ceasuri din gările de odinioară. Din complicatele înzestrări ale lui Bogdan Teodorescu este imposibil de ignorat darul călătoriei: poate fi găsit în orice parte a lumii și mereu pregătit nu numai să cunoască, ci și să le împărtășească cititorilor săi ceea ce a văzut, simțit și ... gustat, ce deosebește o țară de alta, ce trebuie neapărat văzut și cunoscut în detaliu. Semnele acestor înzestrări deosebite se văd foarte bine în romanele sale moderne, scrise cu mare siguranță, în care mai ales politica este personajul principal."

## Opinii ale criticilor francezi
In 2016, romanul Spada a apărut in Franța, la editura Editions AGULLO, in traducerea lui Jean-Louis Courriol, scriitorul fiind invitat la evenimente de lansare in librarii din Paris și Nancy.
"Disecând cu o plăcere malițioasă și cu un umor negru extrem de acut aceasta tragi-comedie a puterii politice și mediatice, Bogdan Teodorescu scrie un roman negru filosofic, o farsa socio-politica redutabila prin construirea unui scandal național pornind de la un fapt divers" (Yan Lespoux)
"Un roman extrem de actual, cu sonorități universale, care se petrece într-un spațiu balcanic adesea ignorat. Tirade politice magnifice, care în același timp ne fac să zâmbim fără să vrem (...) Acest mare roman care deranjează toate partidele politice și despre care se va vorbi cu siguranță" (Antoine Tracol)
"Un roman politist fascinant cu alura amenintatoare de fictiune politica, intunecata si feroce" (Philippe Blanchet)